# امالریک اورشلیم
آمالریک (فرانسوی: Amaury; 1136 – ۱۱ ژوئیه ۱۱۷۴) که در منابع تاریخ‌نگاری با عنوان آمالریک یکم نیز شناخته می‌شود، پادشاه اورشلیم از سال ۱۱۶۳ تا زمان مرگش در سال ۱۱۷۴ میلادی بود. در منابع اسلامی مقارن، او به عنوان «شجاع‌ترین و خردمندترین پادشاه» شناخته می‌شود.
آمالریک پسر کوچک پادشاه فولک و ملکه ملیساند و برادر بالدوین سوم، پادشاه اورشلیم، بود. بالدوین پس از مرگ فولک در سال ۱۱۴۳ همراه با نیابت مادرش، ملیساند تاج‌گذاری کرد. ملیساند، آمالریک را کنت یافا کرد تا در سال‌های بعد در نزاع ملیساند با بالدوین، طرف مادرش را تا زمانی که بالدوین در سال ۱۱۵۲ مادرش را از قدرت برکنار کرد، بگیرد. از سال ۱۱۵۴، آمالریک کاملاً با برادرش آشتی کرد و مجدداً به عنوان کنت یافا و عسقلان منصوب شد.  در سال ۱۱۵۷، او علیرغم تردیدهای کلیسا نخست با آگنس کورتنی ازدواج کرد و از او صاحب دو فرزند به نام‌های سیبلا و بالدوین شد. وقتی برادرش در سال ۱۱۶۳ درگذشت، آمالریک مجبور شد آگنس را ترک کند تا بتواند به عنوان پادشاه جدید اورشلیم تاج‌گذاری کند. او در ۱۸ فوریه تاج‌گذاری کرد.
دوران سلطنت آمالریک با جنگ بی‌وقفه با اتابک زنگی دمشق و حلب، نورالدین زنگی، و تلاش‌های مداوم برای تسلط بر مصر گذشت. در اولین تهاجم خود به مصر، وزیر ضرغام را وادار به پرداخت خراج کرد، و در دو لشکرکشی بعدی، از وزیر رقیب، شاور، علیه ضرغام و ژنرال نورالدین، شیرکوه، حمایت کرد. نورالدین از لشکرکشی‌های پادشاه به مصر بهره برد تا به دولت‌های شمالی صلیبی، همچون انطاکیه و طرابلس، یورش برد. در این شرایط آمالریک مجبور شد در شمال نیز مداخله کند. در طول سلطنت خود، آمالریک به دنبال حمایت حاکمان اروپای غربی در مبارزه خود علیه مسلمانان سوریه و مصر بود، اما مشخص‌ترین اتحاد را با امپراتور بیزانس، مانوئل یکم، امپراتور بیزانس، برقرار کرد که خواهرزاده بزرگش ماریا را به عنوان همسر خود برگزید و از وی صاحب دختری به نام ایزابلا شد.
در سال ۱۱۶۷، آمالریک بار دیگر مانع تصرف و کنترل مصر توسط فرمانده نورالدین زنگی یعنی اسدالدین شیرکوه شد و اسکندریه که در اختیار نیروهای شیرکوه به فرماندهی صلاح‌الدین ایوبی بود، را محاصره و تسلیم خود کرد. او همچنین در سال‌های ۱۱۶۷–۶۸ بار دیگر به قصد تصرف مصر به آنجا لشکرکشی کرد، اما سرانجام مصر تحت کنترل شیرکوه و نیروهای نورالدین زنگی قرار بگیرد. شیرکوه در سال ۱۱۶۹ به‌طور ناگهانی درگذشت و آمالریک با همکاری مانوئل حملهٔ دیگری را آغاز کرد، اما این لشکرکشی نیز با شکست روبه‌رو شد. تنها پسر آمالریک، بالدوین، در زمان حیات آمالریک شروع به نشان دادن علائم جذام کرد. آمالریک به دنبال همسری برای دخترش، سیبیلا، بود، اما خواستگار او، کنت استفان یکم ساسر، از ازدواج با سیبلا خودداری کرد تا او مجبور به ترک پادشاهی شود.. در حالی که آمالریک تلاش می‌کرد از آشفتگی شامات پس از مرگ نورالدین در سال ۱۱۷۴ بهره‌برداری کند، به اسهال خونی مبتلا شد و در ۱۱ ژوئیه درگذشت. پسرش، بالدوین چهارم، به عنوان جانشین او تاج‌گذاری کرد.